# Henri Malabave
Henri Malabave (* 9. Mai 1950 in Le Grau-du-Roi) ist  ein ehemaliger französischer Fußballspieler.

## Karriere
Malabave begann seine Karriere beim LSC Montpellier. Dort kam er in seiner ersten Profisaison auf neun Zweitligaeinsätze. 1971 wechselte er zu Olympique Nîmes. Für Nîmes absolvierte er das erste und einzige Erstligaspiel seiner Karriere, konnte sich in der ersten Mannschaft aber nicht durchsetzen und ging 1973 zum Amateurverein Olympique Alès. Nach dem Wechsel zum AC Arles im Jahr 1976 spielte er wieder in der zweiten Liga. Nach zwei Jahren als Stammtorwart ging er zurück zu seiner ersten Profistation, mittlerweile umbenannt in PSC Montpellier. Dort war er zwei weitere Jahre in der zweiten Liga aktiv, ehe er 1980 seine Karriere beendete.